# Port lotniczy Suva
Port lotniczy Suva (IATA: SUV, ICAO: NFNA) – międzynarodowy port lotniczy położony 23 km od Suvy. Jest drugim co do wielkości portem lotniczym na Fidżi.

## Linie lotnicze i połączenia
- Air Pacific
  - Pacific Sun (Kadavu, Labasa, Nadi, Savusavu, Taveuni)
- Air Fiji (Bureta (Ovalau), Cicia, Kandavu, Koro Island, Labasa, Lakeba, Moala, Nadi, Ngau Island, Rotuma Island, Savusavu, Taveuni, Tuvalu (Funafuti), Vanua Balavu)